# 陳時英
陳時英（1926年12月30日—1995年10月24日），出身彰化縣田中鎮望族。台灣政治人物，中國國民黨籍。為第六任民選彰化縣縣長、任期四年，1972年6月任臺灣省政府社會處處長、1975年9月任台灣省政府委員兼臺灣省政府民政廳廳長、1981年當選第一屆監察委員。
陳時英畢業於國立臺灣大學法律學系，父親在田中鎮開設醫院頗具口碑。從政後出任彰化縣議會議長，1968年獲國民黨提參選縣長。在國民黨政府逮捕石錫勳後、以同額競選之姿當選彰化縣縣長。陳時英當選彰化縣縣長後被視為受地方人士擁戴，任期未滿即被拔擢出任臺灣省政府社會處處長。
1981年，陳時英當選第一屆監察委員。後出任國策顧問。

## 註解
1. ↑  同額選舉。